# Acranthera monantha
Acranthera monantha är en måreväxtart som beskrevs av Theodoric Valeton. Acranthera monantha ingår i släktet Acranthera och familjen måreväxter. Inga underarter finns listade i Catalogue of Life.